# Appeal to Reason
Appeal to Reason (englisch für etwa „Appell an die Vernunft“) ist das fünfte Studioalbum – und das dritte auf einem sogenannten Major-Label – der US-amerikanischen Punk-Band Rise Against. In Europa wurde das Album zwischen dem 3. und 10. Oktober 2008 veröffentlicht; später als in Deutschland wurde das Album weltweit in keinem anderen Land zum Verkauf freigegeben.
Als erste Single wurde das Lied Re-Education (Through Labour) veröffentlicht; das Video zur Single erschien einige Tage später. Regisseur des Musikvideos ist Kevin Kerslake, der zuvor schon mit Bands wie Green Day und Nirvana Videos gedreht hatte. Außerdem wurden die Stücke Audience of One und Savior als Singles ausgekoppelt.

## Entstehung
Rise Against kündigten nach ihrer The Sufferer & The Witness-Tour im Jahr 2007 an, wieder ins Studio zurückzukehren, um an dem nächsten Album zu arbeiten. Als groben Zeitplan gaben sie einen geplanten Veröffentlichungstermin im Frühjahr oder Sommer 2008 an. Anfang Januar 2008 gab die Band dann auch auf ihrer offiziellen Homepage bekannt, dass nun die Arbeiten an einem neuen Album ins Studio verlegt wurden. Damit war die Ankündigung eines neuen Albums offiziell.
Am 14. Juli 2008 wurde erstmals der Name des neuen Albums, Appeal To Reason, und das Datum als 7. Oktober in den Vereinigten Staaten und Kanada der Veröffentlichung bekannt gegeben. Der Erscheinungstermin in Europa variierte zwischen dem 3. und 10. Oktober 2008; in Deutschland wurde es am 10. Oktober 2008 veröffentlicht.

## Inhalt
In den Texten der Songs dieses Albums thematisieren Rise Against vor allem ihren Protest gegen Atomwaffen und Krieg, wie im ersten Stück des Albums, Collapse (Post America): „When the air that we breathe becomes air that we choke“ (deutsch etwa: „Wenn die Luft, die wir atmen, die Luft wird, an der wir ersticken“). Weitere Themen sind Umwelt- und Tierschutz – zwei Themen, für die sich Rise Against bereits auf den Vorgängeralben starkgemacht haben und für die sie auch privat eintreten. So sind zwei der Bandmitglieder Veganer, die anderen beiden Vegetarier.

## Promotion
Rise Against vertrieben das Album insbesondere mit Hilfe des Internets. So wurde das Albumcover bereits Mitte August im Vorfeld bei der Internetplattform Myspace publiziert. Darüber hinaus wurden exklusive Stücke über iTunes angeboten, die nicht auf der CD enthalten waren.
Am 2. Oktober begann Rise Against die gleichnamige Tournee zum Album in Cleveland, in der die Veröffentlichung speziell promotet wurde. Die Tournee zum Album dauerte bis Ende 2009 an.

## Kritik
Die Kritik zu Appeal to Reason war gemischt. Im Durchschnitt hatte das Album 65/100 Punkten.
- Die Website CDStarts.de schrieb über Appeal to Reason:

„Startet „Appeal To Reason“ gleich zu Beginn noch mit einem gewohnt kratzbürstigen Punkbeat („Collapse (Post-America)“) geht es in der Folgezeit jedoch hörbar melodischer zu.“ und gab dem Album 7/10 Punkten.
- Michael Rensen von der Amazon.de-Redaktion schrieb:

„Rise Against sind in den letzten Jahren dank hervorragender Songs und intelligenter, gesellschaftskritischer Texte zu einer der erfolgreichsten melodischen Hardcore-Gruppen der Welt aufgestiegen. Auch auf ihrem fünften Album beweisen sie, dass es nach wie vor massentaugliche Szene-Künstler gibt, die mehr zu bieten haben als plattes Pop-Geschrammel. Der Vierer aus Chicago wandelt textlich und teilweise auch musikalisch auf den Spuren der großen Bad Religion, bleibt dabei aber jederzeit eigenständig und um Originalität bemüht. Getragen von Tim McIlraths charismatischer Stimme, zelebriert man 14 ausnahmslos erstklassige Songs, deren Lyrics unter die Haut und deren Refrains zu Herzen gehen. Appeal To Reason ist das bislang beste Rise-Against-Album und eine der großartigsten Genre-Veröffentlichungen der letzten Jahre.“

## Titelliste
1. Collapse (Post-Amerika) – 3:19
2. Long Forgotten Sons – 4:01
3. Re-Education (Through Labor) – 3:42
4. The Dirt Whispered – 3:09
5. Kotov Syndrome – 3:05
6. From Heads Unworthy – 3:42
7. The Strength to Go On – 3:27
8. Audience of One – 4:05
9. Entertainment – 3:34
10. Hero of War – 4:13
11. Savior – 4:02
12. Hairline Fracture (feat. Matt Skiba von Alkaline Trio) – 4:02
13. Whereabouts Unknown – 4:02

Nur auf iTunes erhältlich
1. Elective Amnesia – 3:54
2. Prayer of the Refugee (Live) – 4:12

Europäische Bonustracks
1. Historia Calamitatum – 3:23

## Kommerzieller Erfolg

### Chartplatzierungen
| ChartsChartplatzierungen       | Höchstplatzierung | Wochen |
| ------------------------------ | ----------------- | ------ |
| Deutschland (GfK)              | 21 (6 Wo.)        | 6      |
| Österreich (Ö3)                | 34 (3 Wo.)        | 3      |
| Schweiz (IFPI)                 | 44 (2 Wo.)        | 2      |
| Vereinigte Staaten (Billboard) | 3 (62 Wo.)        | 62     |
| Vereinigtes Königreich (OCC)   | 68 (1 Wo.)        | 1      |

| ChartsJahrescharts (2009)      | Platzierung |
| ------------------------------ | ----------- |
| Vereinigte Staaten (Billboard) | 145         |

### Auszeichnungen für Musikverkäufe
| Land/Region                  | Auszeichnungen für Musikverkäufe (Land/Region, Auszeichnung, Verkäufe) | Verkäufe  |
| ---------------------------- | ---------------------------------------------------------------------- | --------- |
| Deutschland (BVMI)           | Gold                                                                   | 100.000   |
| Kanada (MC)                  | Platin                                                                 | 80.000    |
| Neuseeland (RMNZ)            | Gold                                                                   | 7.500     |
| Österreich (IFPI)            | Platin                                                                 | 15.000    |
| Vereinigte Staaten (RIAA)    | Platin                                                                 | 1.000.000 |
| Vereinigtes Königreich (BPI) | Silber                                                                 | 60.000    |
| Insgesamt                    | 1× Silber · 2× Gold · 3× Platin ·                                      | 1.262.500 |